# Stadtbus Lemgo

Logo Stadtbus Lemgo

Unter dem Markennamen Stadtbus Lemgo bedienen die Stadtwerke Lemgo den öffentlichen Personennahverkehr der Stadt Lemgo (Kreis Lippe, NRW). Als Bus-Treffpunkt wurde am westlichen Ende der Fußgängerzone (Mittelstraße) ein überdachter Bussteig eingerichtet. Alle Busse kommen dort im Viertelstundentakt gleichzeitig an und erlauben so schnelle Umstiege (Rendezvous-System). 
Die Stadtbusse der Mittelstadt mit etwas über 40.000 Einwohnern befördern jährlich rund 2 Millionen Fahrgäste. Das System hat große Beachtung gefunden und ist Vorbild für mehrere andere Stadtbussysteme. Obwohl der Stadt jährlich hohe Kosten entstehen (2009 ca. 1,6 Millionen € oder 40 € pro Einwohner), sind die Vorteile groß: Entlastung der engen Straßen im historischen Innenstadtbereich. Die Verringerung des innerstädtischen Individualverkehrs bringt Einsparungen bei der Instandhaltung des Straßennetzes. Die Attraktivität der Innenstadt wird gesteigert – seit Einführung des Stadtbusnetzes hat die Frequentierung der Fußgängerzone deutlich zugenommen.

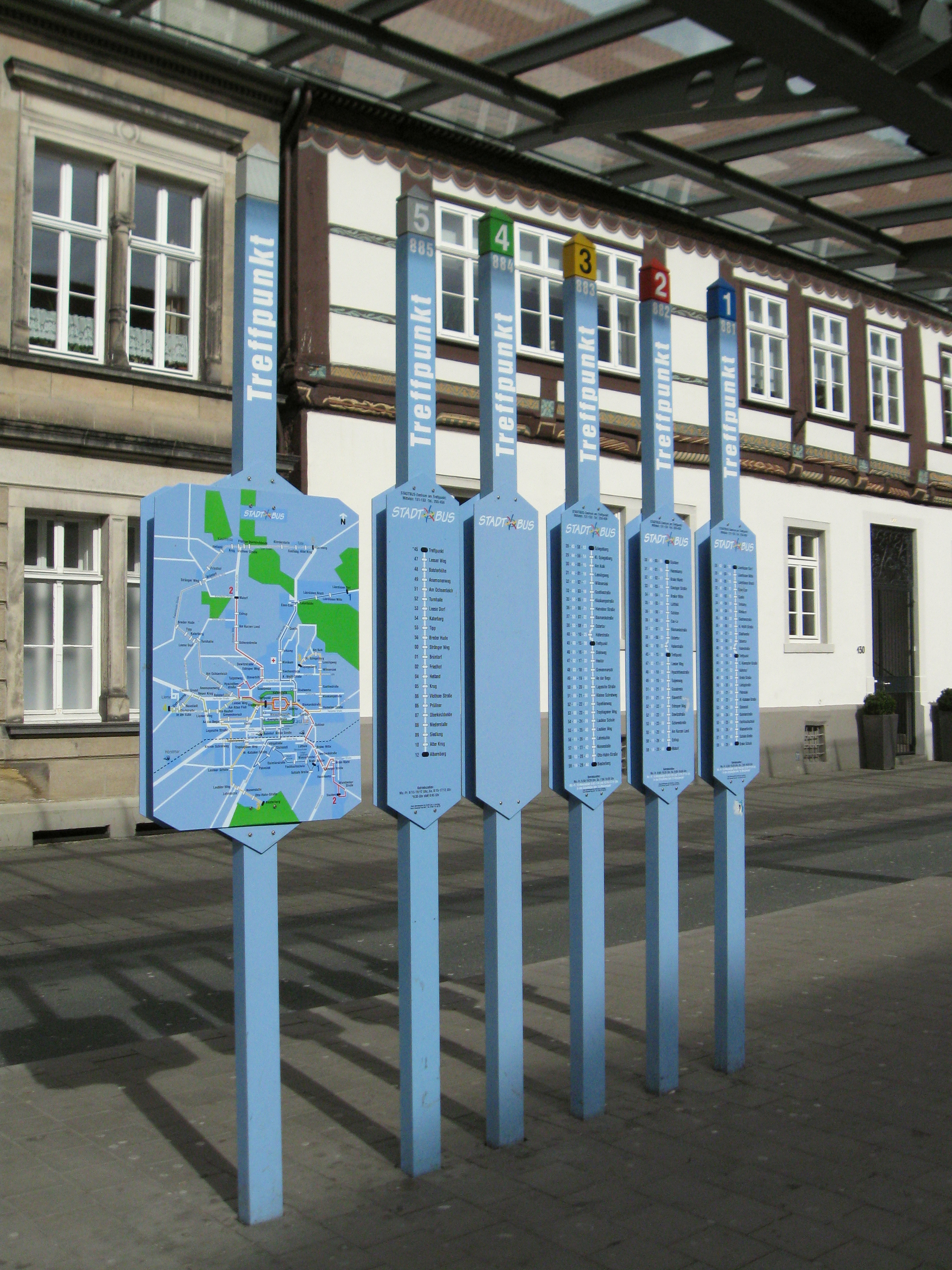
Infotafeln an der zentralen Haltestelle „Treffpunkt“

## Konzept
Angeboten wird ein dichter Taktverkehr (werktags 15-Minuten) mit einem Rendezvous-System. Der Bahnhof wird von einer Linie bedient – abgestimmt auf den Bahnfahrplan. Lemgo hat im Stundentakt durch die Begatalbahn Anschluss an das Bahnnetz. Die Linienwege verlaufen geradlinig, Hauptlinien sind als Durchmesserlinien angelegt. Fahrzeitverluste durch Umwege bleiben dadurch gering. Die Regionalbusse nach Detmold, Bad Salzuflen, Barntrup und Blomberg (u. a.) wurden nicht in das System integriert, sie fahren weiterhin durch eine Parallelstraße der Fußgängerzone und enden am Bahnhof. Es gibt außerdem mehrere Linien im Schülerverkehr.
Die Stadtteile Hörstmar (Bahnanschluss) und Voßheide sind an das Netz nicht angeschlossen. Nach Lieme besteht eine Parallelbedienung von Stadt- und Regionalbus, letzterer bedient allerdings den Ortskern nicht. Am Bustreffpunkt gibt es ein Info-Büro für Fahrplanauskünfte mit Fahrkartenverkauf. Die Stadtbusgesellschaft verkauft gegenüber dem für Lemgo gültigen Westfalentarif stark ermäßigte Abo-Zeitkarten mit kulturellen Zusatzvorteilen („LemGoCard“).
Bei der Gestaltung der Fahrzeuge und auch der Haltestellen wird auf eine hohe Wiedererkennbarkeit geachtet. Die Grundfarbe ist hellblau. An zentralen Haltestellen gibt es einen großen farbigen Liniennetzplan. Alle Haltestellen sind mit hellblauen Tafeln, auf denen Linienverlauf, Fahr- und Betriebszeiten groß angegeben sind, ausgestattet. Auf großflächige Werbung an den Fahrzeugen wird verzichtet. Der Bekanntheitsgrad des Stadtbussystems bei den Lemgoer Bürgern ist daher sehr hoch.

### Digitalisierung
Im Rahmen eines Pilotprojekts innerhalb des Reallabors Lemgo Digital, wurden die Stadtbusse Mitte 2018 vom Lemgoer Fraunhofer-Institut mit entsprechender Sensorik ausgestattet. Ziel war es, neben der Erfassung der Pünktlichkeit, eine Echtzeitanzeige zur Position und aktuellen Verspätung der einzelnen Busse zu realisieren. Diese Informationen werden den Busfahrern und Fahrgästen über unterschiedliche Schnittstellen, wie einer App, grafikfähigen Outdoor-Anzeigen und als beispielhafte Implementierung in Google Maps  zur Verfügung gestellt.

## Geschichte

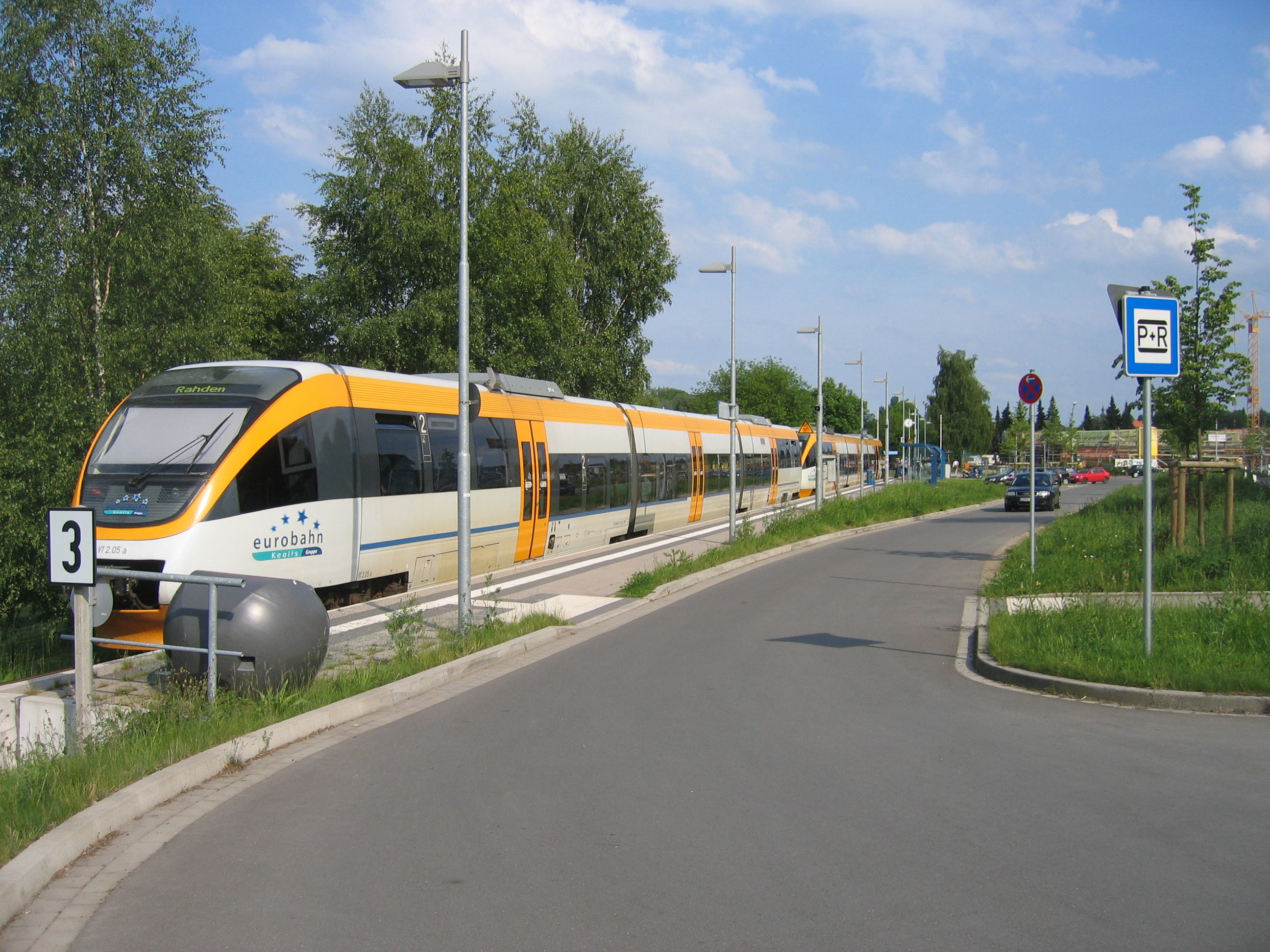
Haltepunkt Lemgo-Lüttfeld

Ab 1992 gab es Stadtbuslinien in Lemgo, die allerdings noch große Schleifenfahrten ausführten. 1994 erfolgte die Gründung der Stadtbus Lemgo GmbH mit Beteiligung der drei bisherigen Betreiber der Stadtlinien Busverkehr Ostwestfalen GmbH, Linke-Lemgo GmbH und Karl Köhne – Extertalbahn GmbH (jeweils 33,3 % Anteile, Karl Köhne seit 2008 50 %). Das Stadtbussystem wurde im September 1994 mit drei Linien eingeführt, Vorbild war das 1991 gegründete System in Dornbirn (Vorarlberg). Bereits nach kurzer Zeit erfolgten Erweiterungen. Seit 1996 besteht in den Spitzenzeiten ein 15-Minuten-Takt. Der Bahnhof wurde zunächst nicht direkt bedient (Haltestelle in der Paulinenstraße) und ein abgestimmter Fahrplan zu den Zügen bestand auch nicht, das hat sich später geändert. Als letzte Erweiterung kam 2005 die bisher vom Regionalbus betriebene Linie 5 (885) nach Talle (Gemeinde Kalletal) hinzu. Sie schließt besonders den bisher nicht versorgten Stadtteil Kirchheide an. Ende Juli 2007 ging der neue Bahn-Endpunkt Lemgo-Lüttfeld in Betrieb, auch Linie 2 (882) ist seither mit der Schiene verbunden.

## Liniennetz
Stand: April 2019 
| Linie | Linienverlauf                                                                                               | Takt             |
| ----- | --- | ---------------- |
| 1     | Lüerdissen Dorf – Klinikum – Treffpunkt – Bahnhof – Innovation Campus – Brake, Schule (und zurück)          | 15- / 30-Minuten |
| 2     | Matorf – Entrup – Treffpunkt – Freizeitbad Eau-Le – Lüttfeld (Bahnhof) – Brake Markt – Stucken (und zurück) | 15- / 30-Minuten |
| 3     | Spiegelberg – Hamelner Straße – Treffpunkt – Biesterberg (und zurück)                                       | 15- / 30-Minuten |
| 4     | Treffpunkt – Lieme (und zurück)                                                                             | 30-Minuten       |
| 5     | Treffpunkt – Leese – Brüntorf – Kirchheide – Kalletal-Talle (und zurück)                                    | 60-Minuten       |

Die Busse verkehren bis ca. 19.30 Uhr (sonnabends bis ca. 17 Uhr, sonntags kein Betrieb). In den Zeiten außerhalb des Linienbetriebes gibt es ein Anrufsammeltaxi-Angebot.

## Tarife
Lemgo gehört dem Tarifverbund „Der Sechser“ (OWL Verkehr GmbH) an. Von der Lemgoer Marketinggesellschaft werden rabattierte Abo-Monats- und Jahreskarten ausgegeben. Die LemGoCard (auch als 9-Uhr-Card erhältlich) bietet außerdem Ermäßigungen bei kulturellen Veranstaltungen und für den Eintritt in Lemgoer Museen. Angeboten werden neben persönlichen auch übertragbare Kartenversionen.